# Matar (Einheit)
Das Matar und das Moule (Muhl) waren zwei Gewichts- und Volumenmaße in der afrikanischen Region Senegambia. Die Maße galten als Getreidemaß und für andere Lebensmittel.
Das Moule gilt auch als Bezeichnung für eine hölzerne Kalabasse mit einem Fassungsvermögen von etwa einem Liter. Das Maß selbst schwankte in den Regionen zwischen 1 und 2 Liter. Nach dem Moule wurde auch Butter gehandelt. 
Beachte: Das Maß Moule ist nicht mit dem Schweizer gleichnamigen Moule (Einheit) zu verwechseln.

## Gewicht
- Reis: 1 Matar = 40 Moule = 70 Kilogramm
  - 1 Moule = 1,75 Kilogramm

## Volumen
- 1 Matar = 70 Liter